# Der Schneesturm (Bulgakow)
Der Schneesturm (russisch Вьюга, Wjuga) ist eine Kurzgeschichte des sowjetischen Schriftstellers Michail Bulgakow, die 1926 in den Heften 2 und 3 der Moskauer Zeitschrift Medizinski rabotnik erschien. Der Autor übernahm die Geschichte in seine Sammlung Aufzeichnungen eines jungen Arztes.
Ein Wintertag in Russland: Der Ich-Erzähler, ein völlig überlasteter Landarzt, der als Berufsanfänger seit einem halben Jahr das Dorfkrankenhaus Nikolska (Landkreis Sytschowka im Gouvernement Smolensk) leitet, hat endlich nur zwei Patienten im Wartezimmer sitzen. Die Ursache: Schneesturm.
Als sich der Doktor nach Wochen harter Praxisarbeit ein heißes Bad gönnt, wird er von einem Feuerwehrmann, der sich aus dem zwölf Werst entfernten Schalometjewo durch das Schneegestöber gekämpft hat, aufgeschreckt. Der Kontorist Paltschikow wollte dort seine Braut im Schlitten durchs Dorf fahren. Bei der rasanten Ausfahrt durchs Tor des Bauerngehöfts ist das Mädchen mit der Stirn gegen den oberen Torbalken geprallt. Ein vor Ort praktizierender junger Venerologe verharrt ratlos und bittet den Erzähler um kollegialen Beistand.
Der Arzt lässt sich von dem Feuerwehrmann überreden, packt die erforderlichen Utensilien ein, nimmt auch einen Browning mit, macht sich auf die normalerweise einstündige Fahrt, kommt nach zweieinhalb Stunden an und kann bei der Braut des Kontoristen nur noch Schädelbasisbruch diagnostizieren. Die beiden jungen Ärzte müssen dem rasch herannahenden Tod zitternd und voller Hass ins Auge sehen. Exitus.
Der Erzähler kann trotz mehrfachen Bittens mehrerer vernünftiger Schalometjewoer nicht übernachten, sondern muss am selben Tag durch den Schneesturm zurück zu seinen drei Typhuskranken. Von einer Wolfsmeute verfolgt, gebraucht der Erzähler seinen Browning.
Zu Hause kriecht der durchgefrorene Arzt unter die Bettdecke und schwört sich, wenn sie ihn wieder irgendwohin rufen, wird er nicht fahren. Der Schneesturm aber draußen vorm Fenster pfeift spöttisch sein Lied, das da heißen könnte: Wetten, dass? Du wirst fahren!

## Deutschsprachige Ausgaben
Verwendete Ausgabe:
- Der Schneesturm. Aus dem Russischen von Thomas Reschke. S. 45–60 in Ralf Schröder (Hrsg.): Bulgakow. Die rote Krone. Autobiographische Erzählungen und Tagebücher. Volk & Welt, Berlin 1993, ISBN 3-353-00944-2 (= Bd. 5: Gesammelte Werke (13 Bde.))